# 刺猬索尼克4 第二章
《刺猬索尼克4 第二章》是一款由Dimps制作、世嘉发行的平台游戏。本游戏于2010年在iOS、PlayStation Network、WiiWare和Xbox Live Arcade发行。
本游戏是一款2D横向卷轴类平台游戏。
2011年2月，《刺猬索尼克4 第二章》得到确认正在制作阶段。
《刺猬索尼克4 第二章》收到混合评价。GameRankings和Metacritic分别给予Wii版本63.33%和63/100的分数。